# Yanai (Yamaguchi)
Yanai (柳井市 Yanai-shi?) es una ciudad localizada en la prefectura de Yamaguchi, Japón. En junio de 2019 tenía una población estimada de 31.293 habitantes y una densidad de población de 223 personas por km². Su área total es de 140,05 km².

## Geografía

### Localidades circundantes
- Prefectura de Yamaguchi
  - Hikari
  - Hirao
  - Iwakuni
  - Kaminoseki
  - Tabuse

## Demografía
Según los datos del censo japonés, esta es la población de Yanai en los últimos años.
| Año del censo | Población |
| ------------- | --------- |
| 1995          | 38.963    |
| 2000          | 37.251    |
| 2005          | 35.927    |
| 2010          | 34.730    |
| 2015          | 32.945    |